# Akkarvik
Akkarvik est une localité de l'île Arnøya  du comté de Troms, en Norvège.

## Géographie
Akkarvik est un petit village situé le long du Langfjorden dans la municipalité de Skjervøy, dans la partie nord du comté de Troms et Finnmark, en Norvège. Il est situé à environ 14 km  au sud du village d'Årviksand et à environ 5 km  à l'ouest du village d'Arnøyhamn, sur le côté sud de l' île d'Arnøya. Il est peuplé depuis le XVIIe siècle. À son apogée, dans les années 1950, environ 400 personnes y vivaient. Il y avait un magasin, un bureau de poste et une boulangerie. En 2001, cependant, la population n'était plus que de 24 personnes réparties dans 14 maisons. En 2021, la population n'était plus que de 10 habitants,.